# Hermann Hirschbach
Hermann Hirschbach (* 29. Februar 1812 in Berlin; † 19. Mai 1888 in Gohlis bei Leipzig) war ein Komponist, Musikkritiker, Schachschriftsteller und Zeitschriftenherausgeber.

## Leben
Hermann Hirschbach, der sich selbst Herrmann schrieb, war der Sohn von Zore, geborene Moses Aron und Samuel Hirsch. Er wuchs in Berlin auf, wo er sich als Violinist ausbildete. Zunächst studierte er Medizin. Dann wechselte er zur Musik, studierte Violine und Komposition und war Schüler des Musikwissenschaftlers Heinrich Birnbach (1793–1879). Hirschbach befasste sich intensiv mit Kammermusik. Er wurde Mitarbeiter der von Robert Schumann herausgegebenen Neuen Zeitschrift für Musik (NZfM) und übersiedelte nach Leipzig. Hirschbach veröffentlichte mehrere einflussreiche Artikel zur Musik Ludwig van Beethovens, dessen 9. Symphonie er zwar wenig schätzte, dessen späte Streichquartette er jedoch als Maßstab zeitgenössischer Kompositionskunst erachtete, womit er zunächst die Zustimmung Schumanns fand. Auch Schumann teilte ein Interesse am Schachspiel und spielte häufig mit anderen zeitgenössischen Musikern, wobei Hirschbach als bester Leipziger Schachspieler galt.
Im Jahr 1836 hatte Hirschbach mit der Komposition von Streichquartetten begonnen. Insgesamt verfasste er 2 Opern, 14 Sinfonien mit Programmtiteln, 3 Ouvertüren, ein Oktett, ein Septett, 2 Quintette mit Klarinette und Horn, 4 Streichquintette, 13 Streichquartette und mehrere andere Instrumentalstücke. Seine Komposition Lebensbilder für Streichquartett aus dem Jahre 1841 wurde von Robert Schumann rezensiert und beeinflusste dessen 1842 geschriebenen drei Streichquartette Op. 41. Von Ende 1843 bis 1845 gab er die Zeitschrift Musikalisch-kritisches Repertorium (1845 als Musikalisches Repertorium) heraus. Hirschbachs Rezensionen musikalischer Werke wurden in ihrer Schärfe oft als verletzend aufgefasst, was zu seiner zunehmenden Isolation in der Musikwelt beitrug.
Über drei Jahre, von 1846 bis 1848 gab Hirschbach in Leipzig die Deutsche Schachzeitung heraus. Sie war die erste regelmäßig erscheinende Schachzeitung in Deutschland, ein halbes Jahr vor der ab Juli 1846 in Berlin erscheinenden Schachzeitung, welche ab 1872 ihrerseits den Namen Deutsche Schachzeitung annahm.
|   | a | b | c | d | e | f | g | h |   |
| 8 |   |   |   |   |   |   |   |   | 8 |
| 7 |   |   |   |   |   |   |   |   | 7 |
| 6 |   |   |   |   |   |   |   |   | 6 |
| 5 |   |   |   |   |   |   |   |   | 5 |
| 4 |   |   |   |   |   |   |   |   | 4 |
| 3 |   |   |   |   |   |   |   |   | 3 |
| 2 |   |   |   |   |   |   |   |   | 2 |
| 1 |   |   |   |   |   |   |   |   | 1 |
|   | a | b | c | d | e | f | g | h |   |

Stellung nach 6. … Dd8–g5
Die Variante im Evans-Gambit der Italienischen Partie 1. e2–e4 e7–e5 2. Sg1–f3 Sb8–c6 3. Lf1–c4 Lf8–c5 4. b2–b4 Lc5–b6 5. b4–b5 Sc6–a5 6. Sf3xe5 Dd8–g5 (Diagramm) empfahl Hirschbach im Jahr 1847 in der Deutschen Schachzeitung ohne Angabe weiterer Analysen mit den Worten:
„Mit diesem Zug wird Schwarz wohl im Vortheil bleiben.“
Sie trägt den ECO-Code C51 und wird als „Hirschbach-Variante“ („Hirschbach Variation“) bezeichnet. Heutzutage wird statt Hirschbachs Zug 6. … Dd8–g5 meistens 6. … Sg8–h6 bevorzugt.
Ab 1861 veröffentlichte Hirschbach zudem einige Werke zum Börsenhandel und ein Schachlehrbuch.

## Musikalische Werke (Auswahl)

### Kammermusik
- Streichquartett Nr. 1 e-Moll op. 1 (1837), Uraufführung am 11. März 1839 in Berlin
- Streichquintett Nr. 1 c-Moll op. 2 (1836), Uraufführung am 11. März 1839 in Berlin
- Streichquartett Nr. 2 B-Dur op. 29 (1837), Uraufführung am 11. März 1839 in Berlin
- Streichquartett Nr. 3 D-Dur op. 30 (1837)
- Streichquartett Nr. 4 fis-Moll op. 31 (1838)
- Streichquartett Nr. 5 a-Moll op. 32 (1838)
- Streichquartett Nr. 6 c-Moll op. 33 (1838), erschienen im Oktober 1853 im Verlag von Julius Friedländer[9]
- Streichquartett Nr. 7 c-Moll op. 34 (1838), erschienen im Oktober 1853 im Verlag von Julius Friedländer
- Streichquartett Nr. 8 F-Dur op. 35 (1839)
- Streichquartett Nr. 9 f-moll op. 37 (ersch. im 1855, C.F.W. Siegel)
- Streichquartett Nr. 10 d-moll op. 38 (ersch. im 1855, C.F.W. Siegel)
- Streichquintett Nr. 2 g-Moll op. 39 (1856)
- Streichquartett Es-Dur op. 43 (1857)
- Streichquartett h-Moll op. 49 mit Stimme ad libitum (1859), Vertonung des Gedichtes Zu spät! von Nikolaus Lenau

### Orchestermusik
- Ouvertüre e-Moll „Der deutschen Nation gewidmet“ op. 28
- Ouvertüre Nr. 3 zum Schauspiel Götz von Berlichingen, op. 36 (ersch. im 1855, C.F.W. Siegel)
- Sinfonie Nr. 2 a-Moll op. 46, „Lebenskämpfe“, nur in einer Bearbeitung für Klavier zu zwei Händen von Heinrich Enke überliefert, erschienen im März 1859 im Leipziger Verlag C. F. W. Siegel

## Literarische Werke

### Aufsätze
- Ueber Beethoven als Contrapunctist. In: Neue Zeitschrift für Musik, Band 8, Nr. 48 vom 15. Juni 1838, S. 189f.
- Beethoven’s neunte Symphonie. Eine Ansicht. In: Neue Zeitschrift für Musik, Band 9, Nr. 5 vom 17. Juli 1838, S. 19–21, Nr. 7 S. 27–30, Nr. 8 S. 31–32 (Hirschbach);
  - mit Georg Dietrich Otten alias Pseudonym „O.“: anschließende Kontroversen, Nr. 15 S. 59–60, Nr. 16 S. 63 (O.); Nr. 20, S. 80–81 (Hirschbach); Nr. 41 S. 163–164, Nr. 42 S. 167–168 (O.)
- Ueber Beethovens letzte Streichquartette. In: Neue Zeitschrift für Musik, Band 11 (1839), Nr. 2 S. 5–6, Nr. 3 S. 9–10, Nr. 4 S. 13–14 und Nr. 13 S. 49–51

### Zeitschriftenherausgeber
- Musikalisch-kritisches Repertorium (1843–1845)
  - Probeheft, Herbst 1843
  - Musikalisch-kritisches Repertorium aller neuen Erscheinungen auf dem Gebiet der Tonkunst, Herausgegeben durch einen Verein von Künstlern, redigiert von Herrmann Hirschbach, Gustav Brauns, Leipzig 1844
  - Repertorium für Musik, herausgegeben unter Mitwirkung Mehrerer von Herrmann Hirschbach, Gustav Brauns, Leipzig 1845
- als Hrsg.: Deutsche Schachzeitung, Gustav Brauns, Leipzig 1846–1848

### Bücher
- als Herausgeber: Beiträge zur Praxis und Theorie des Schachspiels. In einer Reihe von Abhandlungen, Partien, Räthseln etc., Zusammenfassung der Bände der Deutschen Schachzeitung. Gustav Brauns, Leipzig 1849
- Von der Börse, oder: Der Geist der Speculation in den letzten 40 Jahren, Besuch der Börse, Börsen-Manoeuvre, Hausse u. Baisse, Prämien-Geschäfte, Zufälligkeiten der Coursbewegungen usw. 2. Auflage. Leipzig 1864; 1. Auflage als: Von der Börse I: Der Geist der Speculation. Dyk, 1861
- Katechismus des Börsengeschäfts, des Fonds- und Aktienhandels, J. J. Weber, Leipzig 1863
- Handbuch der Schachspielkunst. 2. Auflage. Gustav Brauns, Leipzig 1865; 1. Auflage als: Lehrbuch des Schachspiels für Anfänger und Geübtere, 1864